# Pilares de la Unión Europea
| UE                                                                  | UE | UE            | UE | UE           |
| Primer pilar                                                        |    | Segundo pilar |    | Tercer pilar |
| ------------------------------------------------------------------- | -- | ------------- | -- | ------------ |
| El TUE preveía una estructura de tres pilares bajo un solo frontón. |    |               |    |              |

Los pilares de la Unión Europea o tres pilares de la Unión Europea, fueron las tres grandes categorías designadas por el Tratado de la Unión Europea (TUE) de 1993 entre las que se distribuían los distintos ámbitos en los que la Unión actuaba en diferentes grados y formas.
Estos tres pilares del TUE conformaron en dicho periodo (1993-2009), hasta la entrada en vigor del Tratado de Lisboa, la arquitectura de la Unión:
- Primer pilar: la dimensión comunitaria, que corresponde a las disposiciones incluidas en el Tratado de la Comunidad Europea, la CECA y la Euratom; es decir, ciudadanía de la Unión, políticas comunitarias, unión económica y monetaria, etc.
- Segundo pilar: la Política Exterior y de Seguridad Común (PESC), regulada por el Título V del TUE.
- Tercer pilar: la cooperación policial y judicial en materia penal, regulada por el Título VI del TUE.

Al interior de esta estructura se superponían varios tipos de competencias. Los actos adoptados en el marco del primer pilar eran aprobados de conformidad con los procedimientos legislativos de la Unión Europea. Por su parte, los otros dos pilares estaban sujetos en una cooperación intergubernamental entre los Estados miembros.
Con el Tratado de Lisboa de 2009 se puso fin a esta arquitectura. La Comunidad Europea desapareció siendo sustituida por la UE, a la que se confieren procedimientos legislativos que le permiten ejercer las competencias que tiene atribuidas. Además, la UE también adquirió la personalidad jurídica que estaba reservada a la Comunidad.

## Estructura
Esta fue la estructura de la Unión Europea desde la puesta en marcha del Tratado de Maastricht (1993) hasta el Tratado de Lisboa (2009):

### Primer pilar: Comunidades Europeas (método de integración a la comunidad)
Comunidad Europea (CE):
- Unión aduanera y mercado común
- Política Agrícola Común
- Política Pesquera Común
- Derecho de competencia de la Unión Europea
- Unión económica y monetaria
- Ciudadanía europea
- Educación y Cultura
- Redes Transeuropeas
- Protección al consumidor
- Asistencia sanitaria
- Investigación
- Derecho ambiental
- Política social
- Política de asilo
- Tratado de Schengen
- Política migratoria

Comunidad Europea del Carbón y del Acero (CECA, hasta 2002):
- Industria del carbón y acero

Comunidad Europea de la Energía Atómica (Euratom):
- Energía nuclear

### Segundo pilar: política exterior y de seguridad común de la Unión Europea (método de cooperación intergubernamental)
Política exterior:
- Derechos humanos
- Democracia
- Ayuda exterior

Política de seguridad:
- Política Común de Seguridad y Defensa
- Grupos de combate
- Objetivo General de Helsinki
- Mantenimiento de la paz

### Tercer pilar: cooperación policial y judicial (método de cooperación intergubernamental)
- Europol
- Narcotráfico y tráfico de armas
- Terrorismo
- Trata de personas
- Delincuencia organizada
- Cohecho y fraude

## Historia

### Enmiendas en 1999 y 2003
Tratado de Niza

### Abolición en 2009
Tratado de Lisboa
Anteriormente solo el pilar de las Comunidades Europeas tenía su propia personalidad jurídica. En virtud de las nuevas disposiciones, los tres pilares se refundan en una personalidad jurídica de la llamada Unión Europea y la UE tendrá una personalidad jurídica única. El Tratado de la Unión Europea después de que el Tratado de Lisboa establece que "La Unión sustituirá y sucederá a la Comunidad Europea." Por lo tanto, los nombres de las instituciones de la UE verán la palabra 'Comunidad' eliminada (por ejemplo, el título de facto 'Comisión Europea' se convertirá en oficial, en sustitución de su nombre de tratados de "Comisión de las Comunidades Europeas»).